# Pervez Musharraf
Pervez Musharraf (tiếng Urdu: پرویز مشرف, đã Latinh hoá: Parvez Muśharraf; (11 tháng 8 năm 1943 — 5 tháng 2 năm 2023

) là một chính khách và tướng lĩnh Pakistan. Ông từng là Tổng tư lệnh Bộ tham mưu của Quân đội Pakistan, sau đó trở thành vị Tổng thống Pakistan thứ 12 sau một cuộc đảo chính.

## Cuộc đời và sự nghiệp
Pervez Musharraf tiến thân bằng con đường binh nghiệp, thăng dần lên đến chức vụ Tổng tư lệnh Bộ tham mưu Quân đội Pakistan. Ông lên nắm quyền ngày 12 tháng 10 năm 1999, sau một cuộc đảo chính lật đổ Nawaz Sharif, Thủ tướng được bầu cử, và từ đó ông nắm quyền đứng đầu cơ quan hành pháp. Sau đó ông nắm chức Tổng thống Pakistan. Ngày 3 tháng 11 năm 2007, ông đã tuyên bố một tình trạng khẩn cấp ở quốc gia này. Sau 7 năm cầm quyền, ngày 18 tháng 8 năm 2008, trước áp lực của các đảng đối lập kêu gọi luận tội tổng thống trước Quốc hội, ông đã chính thức tuyên bố từ chức Tổng thống Pakistan.

## Án tử
Cựu Tổng thống Pervez Musharraf bị một tòa án đặc biệt ở thủ đô Islamabad tuyên án tử hình hôm 17/12/2019 vì tội phản quốc.

## Sách
- Pervez Musharraf, In the Line of Fire: A Memoir (2006)